# الحشد العشائري
الحشد العشائري أو مقاتلي العشائر هي مجموعة عشائرية سنية عراقية مكونة من أبناء العشائر لمحاربة داعش. يوجد جماعة أخرى تسمى أحيانا بالحشد العشائري ولكن اسمها الحشد الوطني سابقا (حرس نينوى حاليا) مرتبطة بأثيل النجيفي.
في 2017، صرح معاون رئيس الحشد العشائري ثامر التميمي في لقاء مع قناة الحوار الفضائية إن زعماء السنة في العراق يئسوا من الدولة العربية وخلصوا إلى أن التعويل عى هذه الدول لن يجدي أهل السنة في العراق نفعا وخاصة أن بعض هذه الدول تستخدم السنة في العراق أداة في صراعها على النفوذ في المنطقة مع إيران، اكد أن الحشد العشائري كان قد تواصل مع عدد من دول الخليج طلبا للمساندة والدعم في مواجهة داعش إلا أنها لم تستجب ولم تعر أدنى اهتمام على حد تعبيره.

## إدعاءات قصف أمريكي
في أكتوبر 2016، أعلن مسؤولون عراقيون مقتل 21 من الحشد العشائري خلال قصف أمريكي جنوب الموصل.